# Новочигириновский
Новочигириновский — хутор в Кашарском районе Ростовской области.
Входит в состав Верхнемакеевского сельского поселения.

## География
На хуторе имеются две улицы: Вишневая и Набережная.

## История[2]
Весной 1899 года жители Чигиринских сел (преимущественно из Рацево и Витово) отправили ходоков в Донскую область. Искали большой участок земли в одном наделе, т.к., собирались переселяться более 100 семей. В начале, нашли участок на берегу реки Глубокой в Тарасовской волости, но его перекупили. Потом нашелся хороший участок, более 2000 десятин, в Верхне-Макеевской волости, на берегу реки Яблоновой.
Этот участок ранее являлся потомственной дачей донских казаков Иловайских , но в 1883 году у дочери подполковника Елизаветы Павловой Иловайской участок купил крестьянин Полтавской губернии Василий Иванов Серомин, живущий в станице Павловской, что возле Ейска.

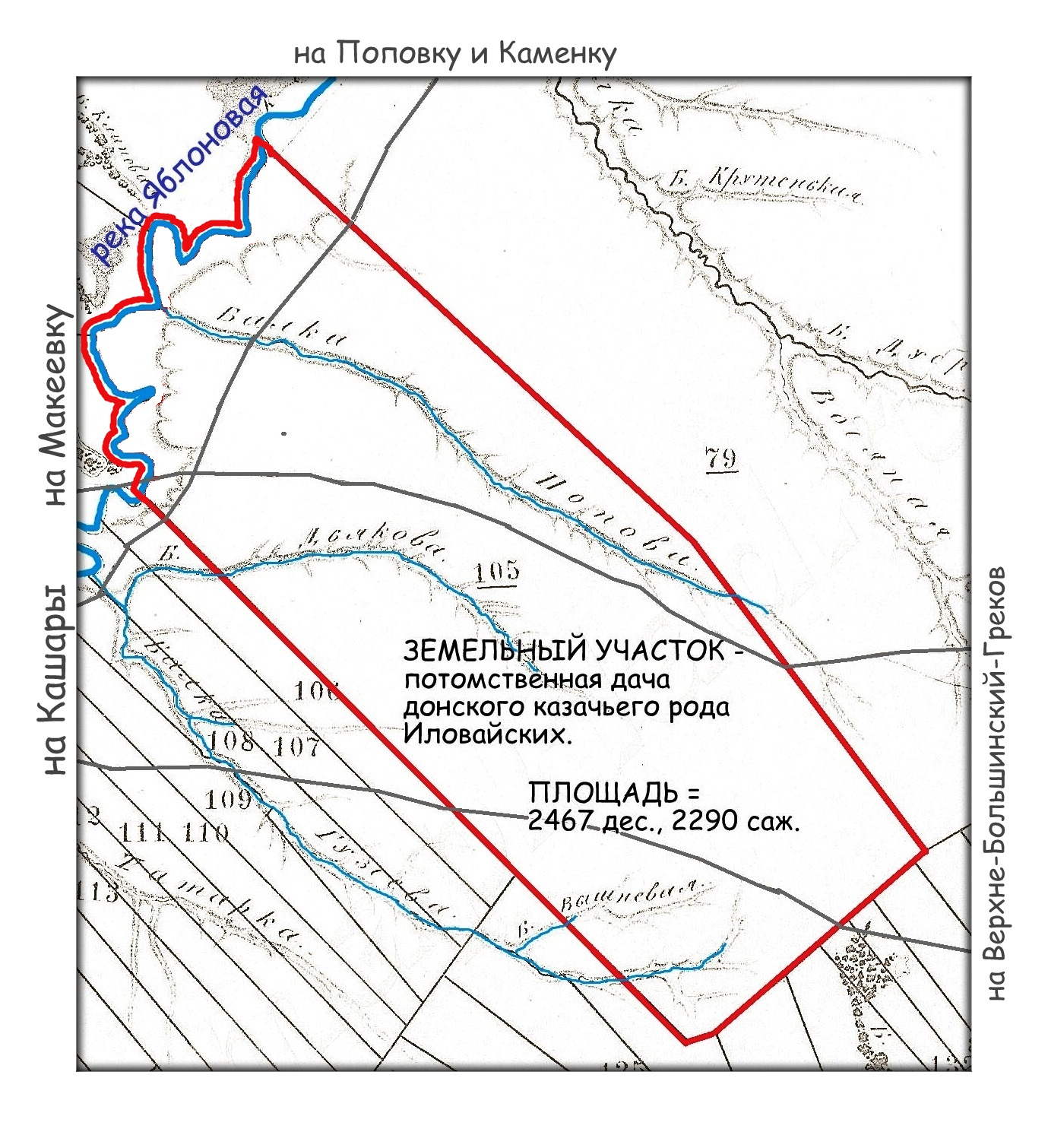
Потомственная дача Иловайских на Плане Генерального межевания Донецкого округа 1880 года, проданная позже крестьянину Серомину.

Василий Серомин на этой земле имел две мукомольные мельницы, а также имел долг, 82000 руб., Харьковскому банку. Скорее всего, до момента продажи, Серомин сдавал эту землю в аренду Старобельскому предпринимателю Кожухову, имевшему экономию в Верхне-Макеевской волости, т.к. народная молва приписывает владение этой землей именно Кожухову, а не Серомину.
Чигиринские крестьяне, землю, имевшуюся у себя на родине, продали местному крестьянскому обществу, за что те заплатили. Эта сумма пошла на задаток продавцу. О будущей сделке по купле земли чигиринские ходоки с Сероминым договорились в мае 1899 года, тогда же был и передан задаток в размере 8000 руб.

22 декабря 1899 года Сероминское товарищество и продавец Серомин заключили купчую крепость на землю. Сторговались на цене в 168000 руб, хотя специалист банка оценил участок в 145380 руб. Вот как описывает этот участок, в своем докладе, банковский специалист Семенов :
Участок земли размером в 2464 дес. 2290 кв.саж. в Донской области, Верхне-Макеевской волости при сл.Макеевке. Состояние земли: Почва чернозёмная и супесчано-чернозёмная. Приречная часть десятин около 80 более низменная, остальная же более возвышенная, часть волнообразная, но не представляющая никаких затруднений в обработке. Обводнение вполне достаточно. Границы земли в натуре сходны с показанием плана, споров на них нет. Состав угодий: усадебной и огородной – 80 дес.; пашни – 1200 дес.; сенокоса – 1148 дес.; под строевым, осиновым, караичевым и вязовым лесом – 2 дес. Остальная неудобная земля – около 38 дес. под речкою, болотами и дорогою. Стоимость леса за сруб – 300 руб. Постройки: на продаваемой земле находятся несколько саманных построек, хотя и не представляющих особой ценности под снос, не имеющих значения для покупателей – переселенцев. Кроме того, ветряная мельница, стоящая 2500 руб.
В банк крестьяне обратились для того чтобы получить ссуду на покупку земли. Для этого они образовали товарищество, назвав его «Сероминским». Изначальное количество домохозяйств товарищества было равно 125, но на момент окончательного оформления всех документов их уже было 163.
В августе 1899 года Донское отделение Крестьянского Поземельного банка одобрило выдачу ссуды Сероминскуму товариществу, в размере 132000 руб. Сроком на 55 лет и 6 месяцев , с регулярными выплатами банку, пропорционально полученному количеству десятин земли. 

Тогда же, при принятии решения о выдаче ссуды банк отзывался о покупателях положительно :
Из покупателей 7 домохозяйств местные крестьяне сл.Макеевки, один Чигиринский мещанин, а остальные выходцы из Киевской губернии. В этом составе 3 товарища совершенно безземельные и 129 имеют собственные наделы земли около 1¼ дес. на душу мужского пола. Недостаточность в этой земле для покупщиков на 235 взрослых и сильных работника мужского пола, они восполняли до сих пор арендою на стороне. Настоящая покупка восполнит этот недостаток и избавит необходимости в аренде, дает еще, вместе с поселением для переселенцев и возможность более выгодно применить значительные рабочие и хозяйственные силы покупщиков. Обработка покупаемой земли, коей в среднем приходится около 18 1/7 дес. на отдельное домохозяйство и около 5¼ дес. на наличную мужскую душу, представляется посильной им. Значительная же доплата из своих средств покупщиков дает основание предполагать о их благонадежности банку.
Земля находилась в залоге у банка, и он за просрочку платежей мог выставить участок на продажу. Чтобы этого не происходило, товарищество с неплательщиками поступало следующим образом: за неуплату регулярных платежей у домохозяйства на несколько лет отбирали часть земли, и передавали её другому сотоварищу, который мог вовремя платить по ссуде. Так в 1901 году у товарища Козубенко Константина, из 2-х имевшихся у него десятин, отобрали одну, на три года, за то, что он на полгода просрочил платеж в 2 рубля 90 копеек.
Материальное благосостояние крестьян во многом зависело от погодных условий, и соответственно, от количества урожая. 1901 год выдался неурожайным, поэтому уже в начале 1902 года Сероминское товарищество просит отсрочку по уплате 3760,82 руб. до будущего урожая. Банк предоставляет отсрочку до октября 1902 года, но с напоминанием того, что в случае повторной просрочки земля будет перепродана.

### Фамилии первых жителей-основателей
О том, каких местностей уроженцы жители вновь образованного Сероминского товарищества можно узнать из архивного документа, хранящегося в Госархиве Ростовской области :
Министерство Финансов. Крестьянский Поземельный банк. Донское отделение. 08.01.1901. ст.Каменская Список Сероминского 163 домохозяев товарищества, приобревшего с содействием Крестьянского Банка у крестьянина Василия Иванова Серомина 2464 дес. 2290 саж. земли, состоящей в Донской области, Донецком округе. Верхне-Макеевской вол. Звание, место приписки, имена, отчества и фамилии членов товарищества.
Крестьяне Киевской губернии, Чигиринского уезда, Рацевской волости, села Кожарки:
1.	Мефодий Иванов Бартишенко --- 20 дес.
2.	Спиридон Иванов Бартишенко --- 2,25 дес.
3.	Калиник Алексеев Бражник --- 10 дес.
4.	Федор Ионов Воробкало --- 6 дес.
5.	Иов Аверьянов Гненый --- 5 дес.
6.	Николай Григорьев Гненый --- 13 дес.
7.	Трофим Иовлев Гненый --- 5 дес.
8.	Иван Афанасиев Гунченко --- 10 дес.
9.	Марк Григорьев Гунченко --- 20 дес. 
10.	Яков Демидов Гунченко --- 20 дес.
11.	Ерофей Иванов Дмитриенко --- 10 дес.
12.	Константин Иванов Дмитриенко --- 10 дес.
13.	Лазарь Демьянов Казбаненко --- 10 дес.
14.	Сафоний Демьянов Казбаненко --- 10 дес.
15.	Ульян Харлампиев Капшитарь --- 10 дес.
16.	Осип 1-й Степанов Квочка --- 10 дес.
17.	Иван Тихонов Келембет --- 5 дес.
18.	Кондрат Лукьянов Кириченко --- 7 дес.
19.	Никита Иванов Коноваленко --- 10 дес.
20.	Тимофей Прокофиев Конограй --- 20 дес.
21.	Семен Пантелеймонов Косяненко --- 10 дес.
22.	Давид Калиников Кривенко --- 10 дес.
23.	Трофим Петров Крутько --- 10 дес.
24.	Андрей Аверкиев Крутьченко --- 10 дес.
25.	Иона Павлович Лабунько --- 20 дес.
26.	Нестор Ионов Лабунько --- 15 дес.
27.	Семен Павлов Лубяной --- 20 дес.
28.	Антон Карпов Перебейнос --- 5 дес.
29.	Филипп Карпов Перебейнос --- 5 дес.
30.	Иван Степанов Пирченко --- 7 дес.
31.	Феодосий Иванов Письменный --- 10 дес.
32.	Михаил Лукьянов Подруженко --- 5 дес.
33.	Григорий Осипов Постригань --- 10 дес.
34.	Иван Трофимов Постригань --- 15 дес.
35.	Иван Федотов Постригань --- 50 дес.
36.	Иона Семенов Постригань --- 10 дес.
37.	Николай Прокофьев Постригань --- 15 дес.
38.	Тихон Иванов Постригань --- 30 дес.
39.	Федор Васильев Постригань --- 30 дес.
40.	Федот Прокофьев Постригань --- 15 дес.
41.	Климентий Силин Приходько --- 25 дес.
42.	Иван Семенов Проценко --- 7,5 дес.
43.	Нестор Яковлев Псиоленко --- 10 дес.
44.	Василий Саввин Пшеничный --- 5 дес.
45.	Аверкий Петров Стеблина --- 5 дес.
46.	Иван Петров Стеблина --- 10 дес.
47.	Игнат Карпов Стеблина --- 10 дес.
48.	Иосиф Филиппов Стеблина --- 10 дес.
49.	Калиник Петров Стеблина --- 10 дес.
50.	Лукьян Севастьянов Стеблина --- 10 дес.
51.	Мирон Севастьянов Стеблина --- 15 дес.
52.	Никита Прохоров Стеблина --- 2,75 дес.
53.	Никита Силин Стеблина --- 10 дес.
54.	Самуил Титов Стеблина --- 10 дес.
55.	Степан 1-й Титов Стеблина --- 15 дес.
56.	Степан 2-й Титов Стеблина --- 15 дес.
57.	Филипп Иванов Стеблина --- 10 дес.
58.	Фома Калиников Стеблина --- 10 дес.
59.	Андрей Таранов --- 8 дес.
60.	Роман Никифоров Твищенко --- 2,25 дес.
61.	Евстафий Никифоров Твищенко --- 15 дес.
62.	Григорий 2-й Михайлов Тимошенко --- 30 дес.
63.	Игнат Кузьмин Туриченко --- 15 дес.
64.	Касьн Лавретьев Турлюн --- 50 дес.
65.	Герваст Терентиев Хименко --- 10 дес.
66.	Иван Трофимов Хименко --- 25 дес.
67.	Осип Степанов Цвиченко --- 23 дес.
68.	Степан Захариев Черненко --- 15 дес.
69.	Даниил Павлов Чигирик --- 20 дес.
70.	Кирилл Дементьев Чоловский --- 10 дес.
71.	Иван Трофимов Ющенко --- 15 дес.
Крестьяне Киевской губернии, Чигиринского уезда, Рацевской волости, села Рацево:
72.	Степан Федоров Головко --- 40 дес.
73.	Евтихий Ефимов Головченко --- 20 дес.
74.	Семен Назариев Головченко --- 10 дес.
75.	Матвей Данилов Горжок --- 15 дес.
76.	Демид Осипов Григоренко --- 10 дес.
77.	Харитон Андреев Данда --- 10 дес.
78.	Васса Иванова Кобыляцкая --- 30 дес.
79.	Василий Иванов Кобыляцкий --- 25 дес.
80.	Фокий Ананиев Кобыляцкий --- 15 дес.
81.	Константин Андреев Козубенко --- 2 дес.
82.	Онисим Максимов Козубенко --- 4 дес.
83.	Степан Сазониев --- 10 дес.
84.	Григорий Агеев Мазуренко --- 10 дес.
85.	Иона Агеев Мазуренко --- 12 дес.
86.	Антип Гаврилов Мина --- 10 дес.
87.	Филипп Гаврилов Мина --- 10 дес.
88.	Филипп Яковлев Некрас --- 15 дес.
89.	Дмитрий Моисеев Пироженко --- 10 дес.
90.	Иван Савин Пироженко --- 25 дес.
91.	Марк Гаврилов Пироженко --- 25 дес.
92.	Иван Антипов Постригань --- 30 дес.
93.	Григорий Игнатьев Семага --- 3 дес.
94.	Мартин Павлов Тороп --- 7 дес.
95.	Андрей 1-й Никитин Турлюн --- 15 дес.
96.	Конон Никитин Турлюн --- 20 дес.
97.	Трофим Иванов Турлюн --- 15 дес.
98.	Емильян Михайлов Хоменко --- 15 дес.
Крестьяне Киевской губернии, Чигиринского уезда, Рацевской волости, деревни Калантаево:
99.	Павел Ефимов Магда --- 10 дес.
100.	Андрей Николаев Малеванный --- 15 дес.
101.	Лука Яковлев Никитченко --- 25 дес.
102.	Даниил Никифоров Николенко --- 10 дес.
103.	Леонтий Григорьев Хмара --- 10 дес.
104.	Антон Севастьянов Шульженко --- 25 дес.
105.	Куприян Романов Шульженко --- 20 дес.
106.	Потап Петров Шульженко --- 10 дес.
107.	Кондрат Кириллов Юшко --- 35 дес.
Крестьяне Киевской губернии, Чигиринского уезда, Рацевской волости, села Войтова:
108.	Лев Самойлов Белоус --- 13 дес.
109.	Григорий Иовлев Булаенко --- 15 дес.
110.	Степан Иовлев Булаенко --- 15 дес.
111.	Алексей Тимофеев Капшитарь --- 30 дес.
112.	Иван Алексеев Капшитарь --- 30 дес.
113.	Антип Логинов Козубенко --- 10 дес.
114.	Даниил Потапов Козубенко --- 10 дес.
115.	Ефим Саввин Козубенко --- 15 дес.
116.	Капитон Федоров Комяный --- 8 дес.
117.	Петр Федоров Комяный --- 8 дес.
118.	Агафон Ильин Кравец --- 20 дес.
119.	Яков Яковлев Куличенко --- 20 дес.
120.	Антон Захариев Лещенко --- 10 дес.
121.	Ефим Григорьев Лещенко --- 30 дес.
122.	Иван Захариев Лещенко --- 15 дес.
123.	Матвей Григорьев Лещенко --- 30 дес.
124.	Никита Косьминов Лещенко --- 10 дес.
125.	Федор Косьминов Лещенко --- 15 дес.
126.	Андрей Трифонов Орленко --- 10 дес.
127.	Евтихий Трифонов Орленко --- 3 дес.
128.	Трофим Павлов Орленко --- 30 дес.
129.	Козьма Семенов Тороп --- 40 дес.
130.	Михаил Яковлев Черныш --- 20 дес.
131.	Евстафий Леонтиев Шведенко --- 15 дес.
Крестьяне Киевской губернии, Чигиринского уезда, Подорожанской волости:
132.	Иларий Михайлов Воловиченко --- 15 дес.
133.	Дементий Михайлов Коваленко --- 20 дес.
134.	Гавриил Алексеев Письменный --- 10 дес.
135.	Пётр Емельянов Тороп --- 10 дес.
136.	Сергей Филиппов Тороп --- 9 дес.
137.	Яков Иванов Тригубенко --- 17 дес.
138.	Никита Дмитриев Якуш --- 10 дес.
Крестьяне Киевской губернии, Чигиринского уезда, Шабельницкой волости, села Тарасовка:
139.	Ульян Сафронов --- 5 дес.
140.	Степан Фомин Мирошник --- 5 дес.
Крестьяне Киевской губернии, Чигиринского уезда, Трушевской волости:
141.	Варфоломей Андреев Мех --- 15 дес.
Крестьяне Киевской губернии, Чигиринского уезда, Трушевской волости, села Трушевцы:
142.	Аристарх Харитонов Друзьяк --- 9 дес.
Мещане г.Чигирин:
143.	Григорий Анисимов Коробка --- 50 дес.
144.	Василий Емельянов Фоменко --- 35 дес.
Донской области, Донецкого округа, Верхне-Макеевской волости:
145.	Трофим Андреев Бобров --- 20 дес.
146.	Андрей Павлов Еретин --- 10 дес.
147.	Иван Иванов Серемин --- 40 дес.
148.	Андрей Иванов Серемин --- 30 дес.
149.	Корней Иванов Серемин --- 30 дес.
150.	Павел Федоров Еретин --- 20 дес.
151.	Пётр Карпов Стульнев --- 40 дес.
Крестьяне Киевской губернии, Чигиринского уезда, Подорожанской волости, села Чаплище:
152.	Федосий Зиновьев Коваленко ---15 дес.
153.	Филипп Иванов Трегубенков --- 3 дес.
154.	Иван Михайлов Чех --- 2 дес.
Крестьяне Киевской губернии, Чигиринского уезда, Шабельницкой волости:
155.	Иван Григорьев Котенко --- 10 дес.
156.	Устин Захаров Кукса --- 7 дес.
157.	Емельян Саввин Лысенко --- 10 дес.
158.	Александр Матвеев Мех --- 5 дес.
159.	Иван Титов Стеблина --- 10 дес.
160.	Василий Терентиев Хименко --- 10 дес.
161.	Сила Зосимов Хименко --- 10 дес.
Крестьяне Полтавской губернии:
162.	Василий Семенов Бакай --- 10 дес.
163.	Алексей Андронов Лободенко --- 5 дес. 

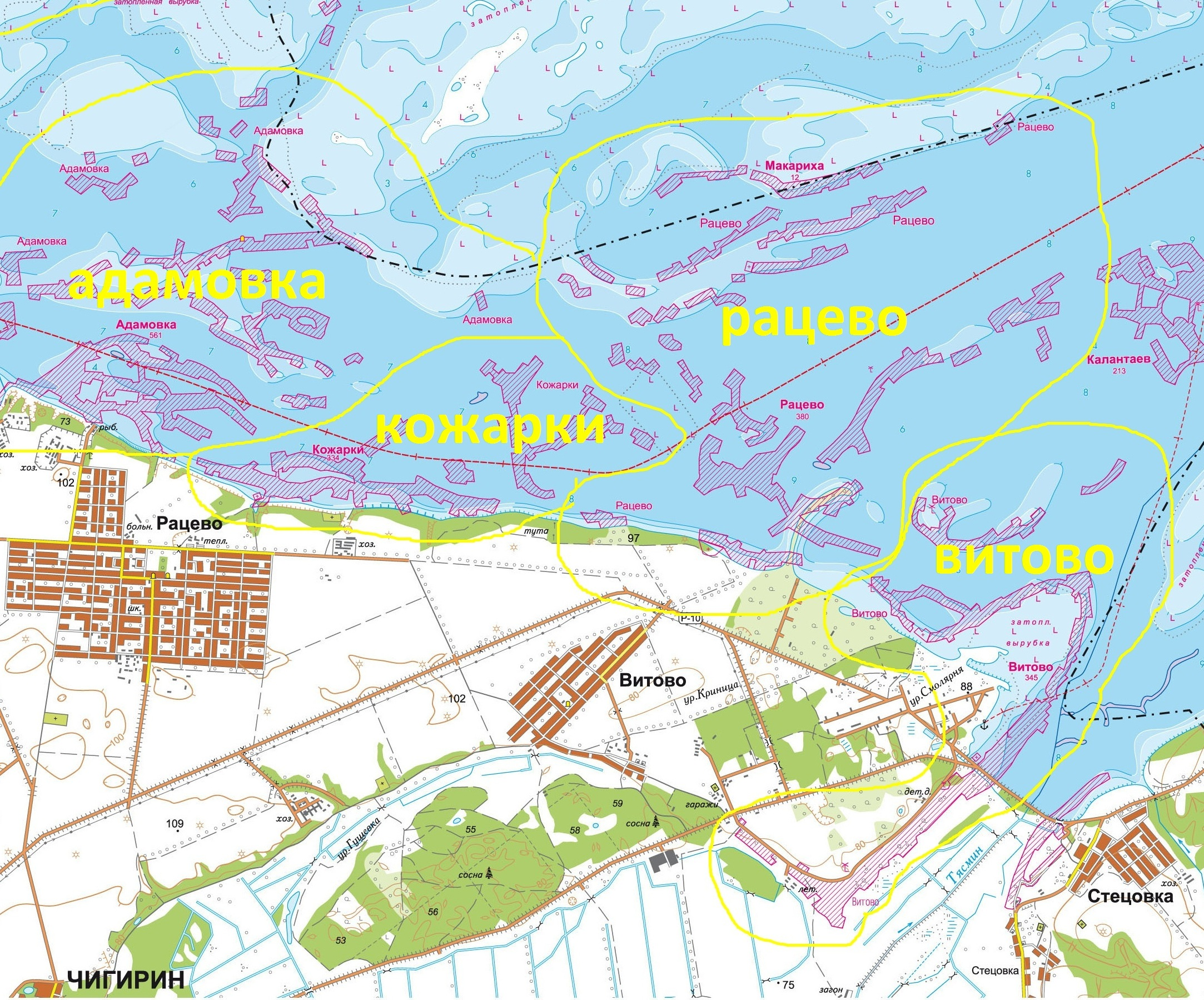
Карта затопленных сёл на берегу Днепра

В 1956 году некоторые села на берегу Днепра, были затоплены водами Кременчугского водохранилища, и жители затопляемых населенных пунктов были отселены на новое место. Попали под затопление и деревни, являвшиеся исторической родиной чигиринских переселенцев. Жители сёл Рацево, Калантаево, Кожарки, Адамовка основали новое село со старым названием - Рацево, а жители сёл Тиньки, Бужин, Тарасовка и Шабельники основали новое село - Тиньки. И по сей день в современных украинских селах Тиньки, Рацево, Войтово, среди жителей широко распространены фамилии наших переселенцев, основателей Чигиринок. А некоторые жители Ново-Чигириновки в 1970-х годах даже ездили на свою историческую родину на Украину, знакомиться со своими далекими родственниками, но к сожалению могли видеть только макушки затопленных деревьев, на местах где раньше были подворья их предков.
Об истории села Витово и родословных его жителей в 2008 году вышла книга на украинском языке: «Від роду – до роду».

### Воспоминания
Весной 1900 года преодолев на обозах около 700 км, вместе с немногочисленным домашним скарбом, домашними животными, а некоторые даже захватив саженцы деревьев и улики с пчелами, малороссияне осели на берегах реки Яблоновой. Первый год жили в землянках, но к зиме многие построили хаты и обжились на новом месте.
Воспоминания о первых годах жизни переселенцев, записанные, уроженцем хутора Новочигириновский:
- В месте, где позже образовался хутор Новочигириновский, пойма реки была очень широкая и река 7 раз подходила и уходила, то к одному берегу поймы, то к другому. Второй причиной, возможно, было то, что земли левого берега пересекали две огромные балки, отнимая тем самым пахотные земли и создавая неудобства для обработки этих земель. Одна балка называлась «Гузиева», другая «Косая».

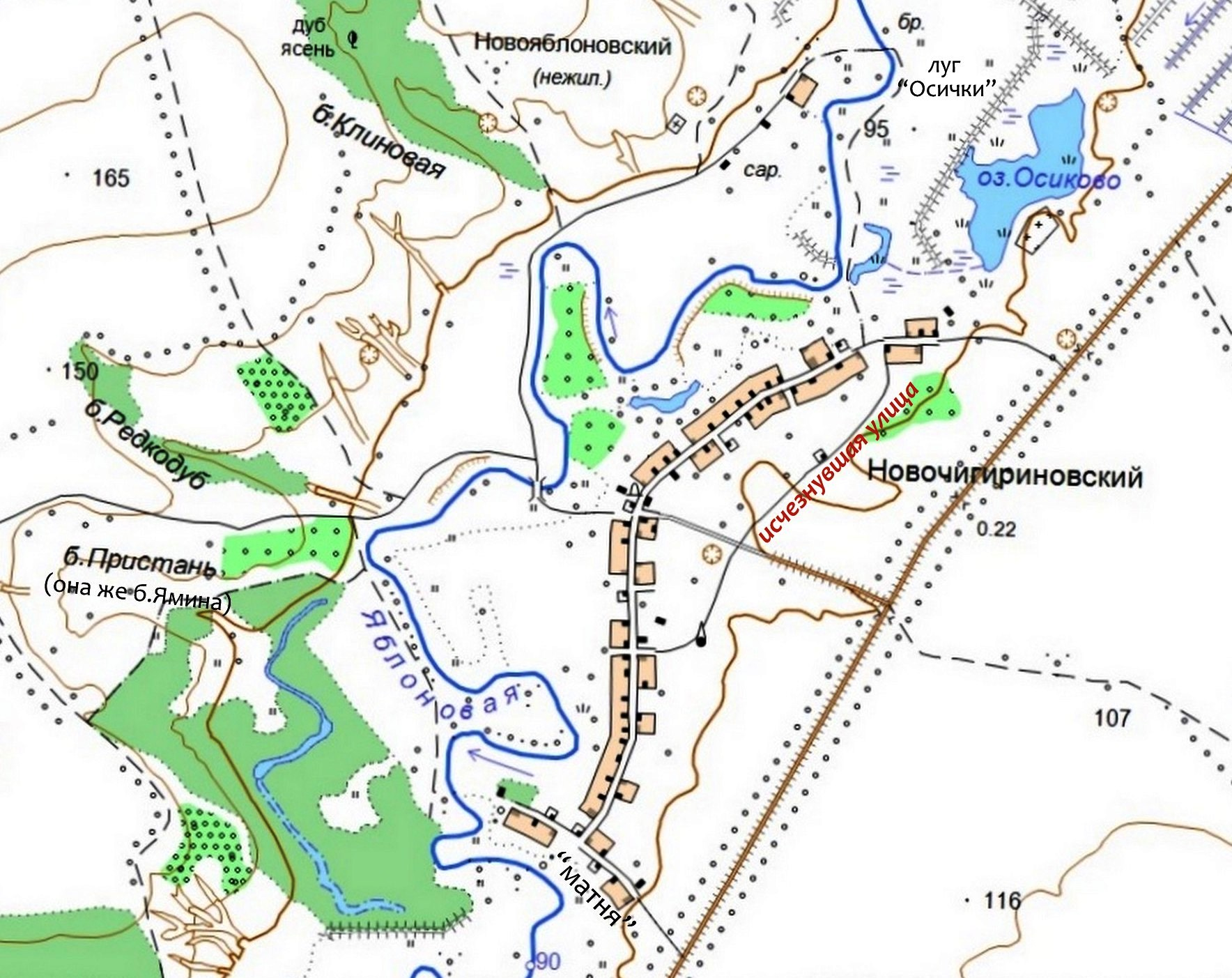
Современная карта х. Новочигириновского

В те далекие времена зимы были суровые и снежные, а весна дружная и полноводная. Весной река разливалась на всю пойму. Она ломала лед, создавала ледяные заторы, выносила целые льдины на пойменные луга и там они лежали до середины лета. Вода в реке шумела, подмывала берега, создавала водовороты, где образовывались глубокие плеса и омуты. Но не везде дно поддавалось разрушительной силе воды и, после ухода воды, в тех местах образовывались перекаты и узкие места, которые можно было перескочить. В народе эти места назывались «узки». В то время в реке водилась самая разнообразная рыба, от пескаря до метровых щук и лещей.
Весенняя вода уходила, а в низинах она оставалась и держалась целое лето. Эти места назывались озерами. Были и на переселенческом участке такие озера. Одно озеро было под высоким спуском выше по течению. Второе ниже по течению и тоже под крутым спуском. И если над первым спуском место было пустынное, то над вторым спуском стоял одинокий дом под железной крышей. В нем жил управляющий хозяина этой земли. Впоследствии, этот дом стал начальной школой. Между озером и рекой был разработан участок земли, сотых двадцать, и на этом участке был посажен сад. Весной и летом там стояла пасека. К слову сказать, сад сохранился до 70-х годов XX века, а дом стоит до сих пор заброшенный и никому не нужный.
С правой стороны реки, в огромных водотоках, были леса: Кленовый, Редкодуб и Прыстинь. В этом лесу после половодья тоже оставались озера. Название это он получил, вероятно, от того, что стоял под очень крутым спуском, почти как стена, и название – стоит при стене. Между первым озером и рекой был луг, поросший осиной, и название у него было «осычки».
И вот в конце XIX века на этой необетованной земле появился Человек. И не просто человек, а около 200 семей переселенцев с Украины. Люди эти жили под городом Чигирин, Киевской губернии. Жили они в разных хуторах, хотя и в соседних. Среди местного донского населения получили кличку «кияны». К этой кличке они и сами привыкли и стали себя называть «киянами» . Они купили эту левобережную землю и поделили её пропорционально тому, сколько денег внес каждый в общую казну. Место им не очень понравилось, но оно было лучше, чем у них на родине, где наделы были очень маленькими, потому трудно было содержать семьи.
Посмотрели и решили – строить хутор. Начало хутора у верхнего озера, а конец у излучины реки, что поворачивает на восток. Места мало, а семей много, поэтому решили, хутор будет в три порядка. Два порядка образуют улицу, а третий порядок будет отстоять от улицы метров на 200, это расстояние должно обеспечить расположение приусадебных участков второго и третьего порядков. Решили, улица должна быть более или менее прямая, но ориентиром для первого порядка должен быть край левого берега поймы реки. И приусадебные участки должны опускаться к пойме. Землю за третьим порядком решили не делить, оставить её общей для выпаса овец и скота, поэтому этот участок получил название «выгон». И о третьем порядке стали говорить, что люди живут на выгоне.
Начали строиться. А какой строительный материал, когда кругом голая степь. Одновременно засеяли свои наделы. На родине они жили в землянках, решили и здесь строить землянки. Кто делал земляные кирпичи, а затем строил хату, а у кого был материал, тот делал опалубку и заливали в неё сырую глину, такие хаты назывались литые. С трудом добывали материал на стропила, и накрывали крышу соломой или камышом. Часто потолок был очень слабый и не выдерживал веса глины на нем, тогда хозяин подпирал его столбом, который стоял обычно посреди комнаты.
Хата имела сени и комнату. В комнате строили печь, обычно она занимала почти полкомнаты. Печь была и спальным местом для детей или стариков. Несмотря на такую простоту постройки, зимой эти комнаты были теплыми, а летом прохладными. Большие печи строили и по другой причине. Топливо было скудным. В лучшем случае сухой навоз. В остальных случаях это солома, трава, хворост, подсолнечные стебли. Поэтому, пока хозяйка сварит утром еду, печь нагревалась и целый день излучала тепло как аккумулятор этого тепла. Потери тепла были очень маленькие, а стены очень толстые.
Наряду со стройкой люди сажали сады. Многие привезли саженцы с родины, другие добывали у ранее поселившихся земляков. Приобретали скот, птицу, овец.
Все хозяйственные вопросы решались на ярмарках. В районе их было три. Первого числа каждого месяца ярмарка была в Кашарах. Каждого 10-го числа ярмарка была в Верхне-Макеевке. Каждого 20-го числа ярмарка была в слободе Поповке. Ярмарка была как интересное представление. Торговались очень яростно, и если договаривались в цене, то били друг другу ладошки до боли. Если сторговывались с куплей-продажей скотины, то новый хозяин брал налыгач Архивная копия от 17 ноября 2016 на Wayback Machine не руками, а полой одежды, и кормил свою новую животину хлебом с солью, чтобы скотина быстрее привыкла к новому хозяину. На рынке можно было купить все, что необходимо было в хозяйстве.
Жильцы первого порядка имели доступ к водотокам и низинам и там сажали вербы, а это в будущем отличный строительный материал. Некоторые, лет через десять, из этих верб строили деревянные хаты, даже на фундаменте. Обживались основательно. Первый урожай показал, что земля здесь очень плодородная, чернозем, как говорится: «Хоть на хлеб намазывай». Начали заниматься, как теперь сказали бы, инфраструктурой. В устье перегородили речку и поставили водяную мельницу. Построили маслобойню. А Постригань Федот построил на выгоне ветряную мельницу. Определили место для кладбища. Это место над первым озером.
Навоз от скота, как удобрение не применяли. Его зимой складывали в копну, чтобы он нагревался и прел вместе с подстилкой. Весной, когда скот уходил на выпас, навоз разбрасывали тонким слоем, месили его, если были лошади, то лошадьми, если нет, то месили босыми ногами сами. Получалась огромная лепешка. Лепешка эта через определенное время подсыхала. Затем её лопатой резали на кирпичи, и кирпичи эти ставили на «попа». Они продувались ветром на солнце и высыхали. Почти высохшие кирпичи собирали в копны. Внутри копны были пустые. И кирпичи клали так, чтобы между ними были просветы. К осени они были сухие и их убирали под навесы или в помещения. Если их было много, то всю зиму ими топили печи, а если мало, то использовали только для выпечки хлеба.
У каждого на приусадебном участке был участок, засеянный коноплей. Осенью её выдергивали и после разнообразной длительной обработки получали волокна, которые пряли в нитки, а их ткали в полотна, а полотно шло на рубашки, брюки, кофты и т.д. Урожай в садах сушили, а зимой варили кисели, вузвар, пекли пирожки.
Поскольку переселенцы были с разных хуторов, то и строились они по участкам, можно сказать, по землячествам. Поэтому дружбы особой в хуторе не наблюдалось, мало того, подвыпили мужики одного хутора, шли подраться к другим хуторянам, или как говорили «один край шел на другой». Прошло столетие, а этот огонек вражды тлеет до сих пор.
Новые поселенцы строили колодцы, причем каждый старался построить колодец в своем дворе, кланяться соседу не очень хотелось. Подворье свое старались оградить. У кого была возможность иметь хворост, те ограждали плетнями, штакетниковых заборов тогда не было. Основная масса хуторян ограждала подворье своеобразно. Они окапывали его траншеей, а по брустверу траншеи сажали колючий кустарник, который называли дерезой. Если кустарник вырастал, то ни человек, ни скотина пройти не могли. Многие сажали эту дерезу и без траншей. Единственно, кому нравилась эта дереза – это курам. Там всегда земля была сырая, и можно было найти червячка, и в случае опасности со стороны коршуна они стремглав бросались под эти кусты.
После того, как хутор построили, его назвали Ново-Чигириновка, потому что на реке Ольховой уже существовало поселение Чигиринка. Там жили переселенцы из тех же мест, но приехавших раньше. Многие привозили с собой сельскохозяйственный инвентарь, плуги, букари, бороны, рушки, ручные жернова и пр.

## Демография
С 1922 года хутор Сероминский стал называться Ново-Чигириновкой, «новой» потому, что одна Чигиринка уже была неподалёку, в окрестностях слободы Позднеевки. 
В 1915 году, в посёлке Сюрюменском, который находился в Верхне-Макеевской волости на реке Яблоневой, в 7 км. от слободы Верхней Макеевки, было: 120 дворов, 2400 десятин земельного довольствия; проживало 372 мужчины и 368 женщин; орган управления – выборный; в поселке имелась церковно-приходская школа.
В 1925 году, в хуторе Ново-Чигиринском числилось: 143 двора; 385 мужчин; 420 женщин; колодцев – 68; прудов – 2; школ 1-й ступени – 1; мельниц – 1; маслобоен – 1; Ближайший базар находился в слободе Верхней Макеевке, в 5 км.
В 1926 году в хуторе Ново-Чигиринском числилось: 171 хозяйство; 433 мужчины; 459 женщин; из них казаков и казачек – 9 чел., и 166 хозяйств украинцев (427 муж. и 453 жен.).

## Население
| 2010 |
| ---- |
| 216  |